# Wspólnota administracyjna Spaichingen
Wspólnota administracyjna Spaichingen – wspólnota administracyjna (niem. Vereinbarte Verwaltungsgemeinschaft) w Niemczech, w kraju związkowym Badenia-Wirtembergia, w rejencji Fryburg, w regionie Schwarzwald-Baar-Heuberg, w powiecie Tuttlingen. Siedziba wspólnoty znajduje się w mieście Spaichingen.
Wspólnota administracyjna zrzesza jedno miasto i osiem gmin wiejskich:
- Aldingen, 7 574 mieszkańców, 22,17 km²
- Balgheim, 1 126 mieszkańców, 7,61 km²
- Böttingen, 1 489 mieszkańców, 16,31 km²
- Denkingen, 2 525 mieszkańców, 15,02 km²
- Dürbheim, 1 674 mieszkańców, 14,85 km²
- Frittlingen, 2 127 mieszkańców, 8,79 km²
- Hausen ob Verena, 750 mieszkańców, 5,87 km²
- Mahlstetten, 731 mieszkańców, 12,21 km²
- Spaichingen, miasto, 12 307 mieszkańców, 18,50 km²